# James Madison
James Madison (ur. 16 marca 1751 w Port Conway w Wirginii, zm. 28 czerwca 1836 w Montpelier w Wirginii) – amerykański polityk i prawnik; 4. prezydent Stanów Zjednoczonych (1809–1817). 
Wcześniej członek Izby Reprezentantów (1789–1797) i 5. sekretarz stanu Stanów Zjednoczonych (1801–1809). Sygnatariusz Konstytucji Stanów Zjednoczonych.

## Lata młodości
Urodził się 16 marca 1751 w Port Conway w kolonii Wirginia w rodzinie farmerów-plantatorów. Był najstarszym z dwanaściorga dzieci Jamesa Madisona seniora i jego żony Eleanor. Jego pierwszą nauczycielką była matka, która nauczyła go czytać i pisać. W dzieciństwie James dużo czasu spędzał z niewolnikami, toteż już wówczas został zagorzałym przeciwnikiem niewolnictwa. W 1769 rozpoczął pobierać naukę u pastora Thomasa Martina, a dwa lata później wstąpił na College of New Jersey (obecnie Uniwersytet Princeton). W czasie studiów, które ukończył po trzech latach, duży wpływ wywarły na niego dzieła Locke’a i Monteskiusza. Jeszcze w 1771, po otrzymaniu bakalariatu, planował zostać pastorem i postanowił kształcić się dalej, w kierunku języka hebrajskiego i etyki, lecz zmienił zdanie co do wyboru kariery, ze względu na zły stan zdrowia.

## Kariera polityczna

### Początki
Kiedy rozpoczęła się wojna o niepodległość jako niezdolny do służby (zły stan zdrowia) – skupił się na działalności politycznej. W czerwcu 1776 roku był obecny na posiedzeniu Zgromadzenia Wirginii, na którym proklamowano Deklarację Praw Wirginii (dokument ten był zalążkiem przyszłej Karty Praw). W latach 1776–1777 był delegatem do legislatury stanu Wirginia, a 14 grudnia 1779 został wybrany na delegata do Kongresu Kontynentalnego. Uczestniczył w nim od marca 1780 do grudnia 1783 i od 1786 do 1788. W latach 1784–1786 był ponownie członkiem legislatury Wirginii.

### Ojciec Konstytucji

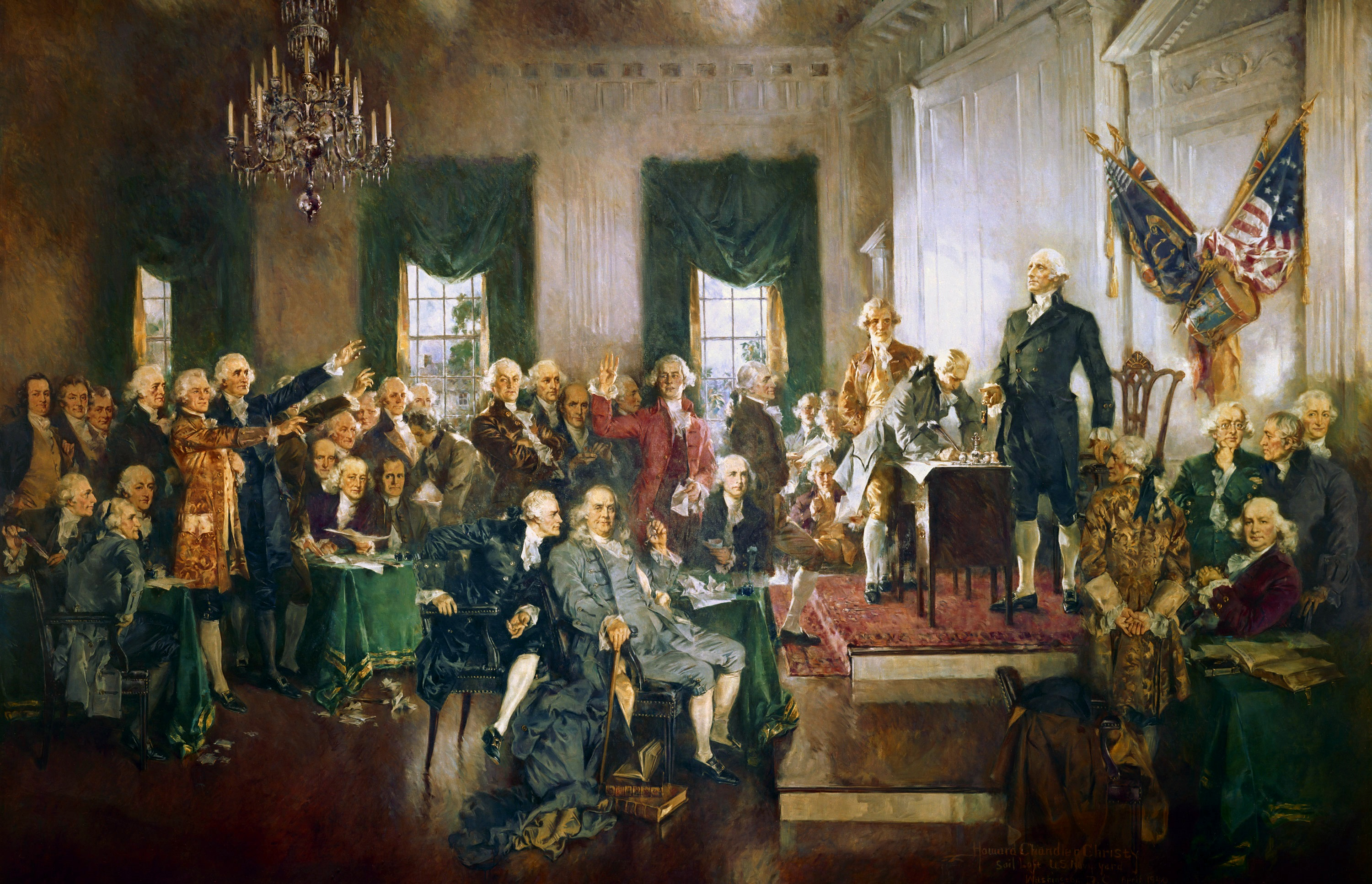
Scena podpisania Konstytucji USA

25 maja 1787 odbyła się w Filadelfii Konwencja Konstytucyjna, w której wziął udział Madison. Podczas prac nad projektem konstytucji silnie argumentował na rzecz silnego rządu federalnego i monteskiuszowskiego trójpodziału władzy, gdyż uważał, że ludzie pełniący funkcje publiczne mogą łatwo nadużywać władzy. Wraz z Alexandrem Hamiltonem był jednym z najaktywniejszych delegatów – wypowiadał się na 71, spośród 86 posiedzeń. Z tego też powodu, a także z powodu jego umiejętności mediacyjnych i skłonności do kompromisów, często nazywa się go „Ojcem Konstytucji Amerykańskiej”.
Największe kontrowersje wzbudzały wówczas: sposób wyboru członków Kongresu, a także reprezentacja niewolników. Ostatecznie zdecydowano się, by członkowie Izby Niższej (Izba Reprezentantów) byli wybierani na zasadzie proporcjonalności (stan bardziej zaludniony wybiera większą liczbę kongresmenów), natomiast członkowie Izby Wyższej (Senat) mieli jednakową reprezentację stanową. W przypadku niewolników zdecydowano, by 3/5 z nich uwzględniano w sprawach podatkowych i wyborczych. Projekt Konstytucji został podpisany 17 września 1787 roku. W celu rychłego ratyfikowania jej przez poszczególne stany, James Madison, wraz z Alexandrem Hamiltonem i Johnem Jayem opracował zbiór tekstów, który uznawany jest za pierwszy komentarz do konstytucji, zwany „Federalista”.

### Izba Reprezentantów USA
Po wejściu w życie Konstytucji, Madison został członkiem Izby Reprezentantów. W tym okresie zaczęły się kształtować środowiska polityczne, które później przerodziły się w partie – Madison wraz z Jeffersonem, gromadzili wokół siebie ludzi, którzy później tworzyli Partię Demokratyczno-Republikańską. Jako kongresmen, Madison zgłosił 10 pierwszych poprawek do Konstytucji, ustawę celną, a także przyczynił się do wdrożenia Rezolucji Wirginii, które były odpowiedzią na ustawy antybuntownicze administracji Johna Adamsa. W 1794 roku, gdy trwała wojna angielsko-francuska Madison zalecił stosowanie dyskryminacyjnych taryf celnych dla państw niemających umów handlowych z USA. Dzięki swoim działaniom, Madison zyskał uznanie nawet u George’a Washingtona, sympatyzującego z Federalistami, który zaproponował kongresmenowi stanowisko sekretarza stanu (jednak Madison odmówił).

### Sekretarz stanu
Kiedy w 1801 na prezydenta został zaprzysiężony Thomas Jefferson, 2 maja 1801 Madison został sekretarzem stanu USA. Pomimo że sprawy zagraniczne stanowiły istotny element polityki prezydenta, Madison nie odgrywał większej roli – ograniczał się do lojalnego wspierania Jeffersona. Urząd ten sprawował do końca drugiej kadencji Jeffersona, tj. do 4 marca 1809.

## Prezydentura
Kiedy zbliżał się koniec drugiej kadencji Thomasa Jeffersona, James Madison wraz z urzędującym wiceprezydentem George’em Clintonem ubiegali się z ramienia Partii Demokratyczno-Republikańskiej o urzędy odpowiednio prezydenta Stanów Zjednoczonych i wiceprezydenta. Ich rywalami byli Charles Cotesworth Pinckney i Rufus King z Partii Federalistycznej. Madison i Clinton odnieśli zdecydowane zwycięstwo, bowiem w głosowaniu Kolegium Elektorów uzyskali odpowiednio 122 i 113 głosów przeciwko 47 głosom na Pinckneya i Kinga. James Madison objął urząd 4 marca 1809. Zaprzysiężenia – na 4. prezydenta Stanów Zjednoczonych – dokonał po raz trzeci prezes Sądu Najwyższego, John Marshall.
Jedną z pierwszych inicjatyw prezydenta było rozstrzygnięcie kwestii Banku Centralnego, którego ważność wygasała w 1811 roku. Madison, który uważał Bank za niekonstytucyjny, odwołał się do Senatu – tam wynik głosowania był równy (17:17), zatem ostateczny głos należał do wiceprezydenta, jako przewodniczącego Senatu. Clinton zagłosował przeciw i Bank przestał istnieć.
Kilka miesięcy wcześniej, 15 stycznia 1811, Kongres, na tajnym posiedzeniu, upoważnił prezydenta do zajęcia Florydy Wschodniej, w przypadku, gdyby inne państwo zagroziło przejęciem tego terytorium. W celu przejęcia Florydy, Madison mianował generała George’a Mathewsa pełnomocnikiem ds. Florydy. Ze względu na samowolne działanie został zwolniony, jednak w kwietniu i maju 1812 roku, Kongres podjął uchwałę o przyłączeniu części Florydy Zachodniej do Stanów Zjednoczonych. Proklamację przyłączenia nowego stanu podpisał prezydent dopiero 27 października 1819. W tym samym czasie, napięta sytuacja panowała w stanie Indiana, gdzie gubernator William Henry Harrison obawiał się ataków Indian, zjednoczonych pod wodzą Tecumseha. 7 listopada Harrison zaatakował plemię Szaunisów i odniósł zwycięstwo w bitwie pod Tippecanoe.
W wyborach prezydenckich w 1812 Madison ponownie kandydował na najwyższy urząd. Jego kontrkandydatem był DeWitt Clinton. W głosowaniu Kolegium Elektorów uzyskał 128 głosów, wobec 89 głosów Clintona. Wiceprezydentem w drugim gabinecie Madisona został Elbridge Gerry. Wybory odbywały się w czasie wojny, podczas której nastroje społeczne zwłaszcza w regionie Nowej Anglii były tak antywojenne, że groziły nawet secesją. Z tego też powodu, Madison otrzymał w głosowaniu powszechnym znacznie mniejsze poparcie niż w pierwszych wyborach.
Po zakończeniu wojny z Anglią, zniknął problem konfliktów z Indianami, którzy byli sojusznikami wojsk brytyjskich. Po śmierci Tecumseha w 1813, Andrew Jackson pokonał wojska indiańskie w bitwie nad Horseshoe Bend, 27 marca 1814. 8 września 1815 obie strony podpisały układ ze Spring Wells.
Wojna z Anglią bardzo osłabiła flotę amerykańską, co spotkało się z reakcją państw północnej Afryki. Algieria zaczęła wykorzystywać swoją przewagę by zyskać większe wpływy w basenie Morza Śródziemnego, przez co 23 lutego 1815, Kongres USA upoważnił prezydenta do podjęcia stosownych działań. Madison wysłał dwie 2 eskadry statków z nowym konsulem państw północnoafrykańskich na pokładzie. W następnym roku prezydent przesłał także list do deja Algierii, zawierający groźbę wznowienia działań wojennych, w przypadku braku akceptacji układu handlowego z USA. Negocjacje zakończyły się korzystnie dla Amerykanów 22 grudnia 1816, jednak Senat przegłosował stosowne uchwały dopiero sześć lat później.

### Wojna z Wielką Brytanią
Tuż przed objęciem fotela prezydenckiego przez Madisona, Thomas Jefferson zniósł embargo na Wielką Brytanię i Francję, nałożone ze względu na dyskryminowanie statków amerykańskich przez te kraje. Kiedy prezydentem został Madison, częściowo przywrócił handel morski i dał mocarstwom europejskim czas do 3 marca 1811 by zaprzestały swych działań wobec floty USA. Ponieważ Francja i Anglia nie wypełniły tego żądania, 4 listopada 1811 Madison zwołał nadzwyczajną sesję Kongresu, mającą ustalić dalsze działania w polityce zagranicznej. 4 czerwca 1812 Izba Reprezentantów, głosując w stosunku 79:49, wypowiedziała wojnę Anglii. Dwa tygodnie później, 17 czerwca podobne głosowanie odbyło się w Senacie, który także opowiedział się za wojną (17:13). Federaliści oskarżali wówczas prezydenta o faworyzowanie Francji, jednak Madison nie chciał wypowiadać wojny drugiemu państwu, zwłaszcza że nastroje w społeczeństwie amerykańskim bardziej sprzyjały wojnie z Anglią niż z Francją, która była uważana za sojusznika z czasów wojny o niepodległość.
W pierwszej fazie wojny Wielka Brytania zablokowała wybrzeże Stanów Zjednoczonych, z wyjątkiem Nowej Anglii, natomiast wojska amerykańskie usiłowały wyprzeć niezorganizowanych Anglików z terytorium Kanady, co jednak zakończyło się niepowodzeniem.
W drugiej fazie wojny, w 1814 roku, zbliżał się koniec wojen napoleońskich, zatem Brytyjczycy mogli przerzucić więcej swoich żołnierzy do USA. Wojska wylądowały w zatoce Cheaspeake, a 24 sierpnia 1814 spaliły Biały Dom i Kapitol. Amerykanie odnieśli zwycięstwo w bitwie pod Baltimore, po której Francis Scott Key ułożył pieśń The Star Spangled Banner, która od 1931 jest hymnem Stanów Zjednoczonych. Dwoma innymi sukcesami wojsk amerykańskich były bitwa pod Plattsburghiem oraz bitwa pod Nowym Orleanem (8 stycznia 1815), gdzie zdecydowane zwycięstwo odniósł generał Andrew Jackson.
Już wiosną 1813, dzięki działaniom mediacyjnym cara Rosji Aleksandra I, rozpoczęły się rozmowy pokojowe. Rozmowy zakończyły się fiaskiem, ale 30 grudnia 1813 Madison zgodził się na rozmowy dwustronne z lordem Castlereaghem. Po wielomiesięcznych negocjacjach, 24 grudnia 1814 podpisany został traktat gandawski. Senat ratyfikował układ 16 lutego 1815, a dwa dni później wszedł on w życie.

### Nominacje do Sądu Najwyższego
James Madison nominował dwóch sędziów Sądu Najwyższego Stanów Zjednoczonych:
- (17) Gabriel Duvall (23 listopada 1811)
- (18) Joseph Story (3 lutego 1812)

### Stany przyłączone do USA
- (18) Luizjana – 30 kwietnia 1812
- (19) Indiana – 11 grudnia 1816

## Emerytura i śmierć
Po zakończeniu drugiej kadencji Madison osiadł w Montpelier, gdzie zajął się lekturą książek ze swojej pokaźnej biblioteki, a także podejmowaniem gości. W latach 1826–1829 pełnił funkcję rektora University of Virginia, a następnie został delegatem do Zgromadzenia Konstytucyjnego Wirginii. W tym czasie, podobnie jak jego poprzednik, nadal walczył o zniesienie niewolnictwa.
Pod koniec życia miał trudności z przełykaniem pokarmu i był osłabiony. Zmarł 28 czerwca 1836 w rodzinnej posiadłości Montpelier w Orange, jako ostatni z sygnatariuszy Konstytucji USA.

## Życie prywatne i poglądy
15 września 1794 James Madison poślubił 26-letnią wdowę, Dorothy Payne Todd. Pierwsza Para była bezdzietna, jednak Dolley Madison wychowywała jedno dziecko ze swojego pierwszego małżeństwa. Podczas kadencji Thomasa Jeffersona, który był wdowcem, pani Madison pełniła funkcję pierwszej damy przez 8 lat. Gdy najwyższy urząd objął jej mąż, pozostała pierwszą damą przez następne dwie kadencje, tym razem już jako żona prezydenta.
Madison był wychowany w duchu anglikanizmu i przynależał do amerykańskiego Kościoła Episkopalnego. W czasie prezydentury uczęszczał na nabożeństwa do Kościoła św. Jana przy placu Lafayette’a, jednak część historyków klasyfikuje go jako deistę.
Podobnie jak Thomas Jefferson, James Madison był zdecydowanym abolicjonistą.

## Upamiętnienie
Na jego cześć nazwano między innymi miasto w stanie Wisconsin.